# Jelení vrch (Fichtelgebirge)
Der Jelení vrch (deutsch Riedersberg) ist ein 627 m n.m. hoher stark bewaldeter Berg östlich der Selb-Wunsiedler Hochfläche im tschechischen Naturpark Smrčiny (deutsch: Fichtelgebirge), 900 Meter von der Staatsgrenze Deutschland–Tschechien entfernt. Er liegt 2 km nordwestlich von Polná (deutsch: Hirschfeld), Kreis Cheb (Eger). Westlich gegenüber auf deutschem Staatsgebiet befindet sich das Moor- und Siedlungsgebiet Häuselloh.

## Geographie
In der geomorphologischen Gliederung des Nachbarlandes Tschechien wird auch das Hazlovská pahorkatina (deutsch: Haslauer Hügelland) dem (inneren) Fichtelgebirge als Haupteinheit Smrčiny (I3A-1) zugeordnet.

## Karte
Digitale Ortskarte 1:10.000 Bayern (Nord) des Landesamtes für Vermessung und Geoinformationen Bayern